# Јарковац
Јарковац (мађ. Árkod) је насељено место у општини Сечањ, у Средњобанатском управном округу, у Србији. Према попису из 2022. било је 1.275 становника.

## Постанак, назив
Име је место добило, ако је веровати народном предању, које је записао Јован Берић: од "чика Јерка" (који се помиње у љубавној причи), који је ту имао стан. Од Јерковац народ је временом променио у Јарковац. Учитељ Берић је објаснио постанак имена и два оближња села - Маргите и Добрице, која такође носе имена људи. За време аустријско-турског рата 1739. године страдали су од панчевачких Турака, наводно девојка Маргита и њен просац Добрица. По другој, реалнијој верзији, место је добило име по потезу "Јер", које заиста постоји, али подалеко од данашњег села.

## Историја
Близу Тамиша код Јарковца је откривено каснонеолитско насеље из периода 5400-4400. пне. Српско-немачки тим је урадио геофизичко снимање 2024, утврдио је да се насеље простирало на 13 хектара и било окружено са четири до шест ровова. Припадало је Винчанској култури уз "јак утицај регионалне банатске културе".
За време турске окупације Баната, јавља се село Јарковац, у панчевачкој нахији и истоименом санџаку. Јарковац се као српско насеље помиње и у Катастигу калуђера манастира Пећке патријаршије, који су скупљајући прилоге ту свратили. По првом аустријском попису на заузетој територији, у месту је записано 30 домаћинстава. За време док није успостављена банатска војна граница на Дунаву, село је било коморски посед, а становници су се бавили пре свега сточарством и риболовом. У неушореном насељу поред реке Брзаве, јавља се кнез са ешкутима и свештеник са православном црквом. Године 1727. забележено је 17 домаћинстава.
Јарковац страда редовно у сваком рату, а људи страдају или се расељавају. Прво 1736. године побегло је пет јарковачких породица, а 1744. године власти насељавају србијанске избеглице. Нови попис 1753. године бележи 37 домаћинстава и то све српска. Формирање банатске војне границе, након укидања потиско-поморишке границе, доводи до сеоба породица разних нација у доњи Банат. Једне прихватају строг војни поредак, а друге одлазе одатле у провинцијал. Када је 1774. године Јарковац већ био у Илирско-банатском пуку, царски ревизор Ерлер је констатовао да у њему живи мешовито становништво - српско и влашко.
Јарковац је организован и ушао у састав Војне границе 1773. године. три године касније, дефинитивно је нашао своје место у Немачко-банатском пуку, чије је седиште било у Панчеву. Ту се формира команда компаније (чете) којој су као подређени придодати Маргитица, Добрица и Уздин. Касније, реорганизацијом ту спадају Самош и Падина. године 1773. године има 325 кућа, а већ 1777. године само 169 граничарских домова. Село је 1782. године имало 1219 становника. Село је формирано спајањем два дела, Каљужана и Сефкеринаца. "Каљужане" су настаниле поменуте србијанске избеглице, а "Сефкеринци" су настали 1765. године досељавање мештана тог села, који нису хтели војни поредак. Сваки део села имао је своју богомољу. Стари Јарковац који се помиње век раније, изгледа да је био подаље од данашње локације, на потезу званом "Јер" - отуда и име. За време Првог српског устанка, србијанске избеглице 1807. године упућиване су у Јарковац. Ноћу 16/17. јануара 1816. године у целом Банату десила се страшна мећава, са много жртава и штете.
У Јарковцу су у 19. веку постојале богате породице трговаца и свештеника Михајловић, Марковић и Векецки, које су својим залагањима допринеле његовом развоју. Јарковац је у другој половини тог века предњачио у околини, словећи се као напредно место. Парох Арсеније Векецки бави се писањем, објављује неколико књижица, као ону о најважнијим православним празницима. Село је 1845. године имало 2701 становника, онда 1865. године ту је 2370 Срба, а 1893. године 3097 житеља.
После страдања у Српској револуцији децембра 1848. године, добило је село нови полет, који се показао по друштвеном животу. У борби са Мађарима у Јарковцу 1848. године погинула су 72 Сремца добровољца, и обешена оба јарковачка свештеника Георгије Векецки и Душан Вукоњански. Злогласни мађарски генерал а банијски Србин, Јован Дамјанић уништио је те зиме село и починио злочин над народом. Прошло је осам деценија, док није тек 1929. године формиран у Јарковцу Одбор за подизање споменика, под председништвом Михајла Хаџи Марковића месног трговца. Стеван Книћанин је имао штаб у селу, у згради која је реновирана 1930-тих и служила као седиште општине.
Године 1879. бележи се организовано исељавање становника Јарковца и других околних места у Србију.
Године 1905. Јарковац је велика општина у Ковачичком срезу. Ту живи 3009 становника у 602 куће, а доминирају Срби православци. Њих има тада 2895 душа са 523 куће. Од српских јавних здања помињу се православна црква и две комуналне школе. Село је било добро повезано са светом преко ПТТ комуникација и железничке станице.

## Црква и школа
По државном шематизму православног клира у Угарској из 1846. године, општина Јарковац има 2540 православних становника. Православно парохијско звање основано је 1778. године, а црквене матрикуле воде се касније: крштених од 1793, венчаних од 1779. а умрлих од 1789. године. Те 1846. године православни храм постоји, а свештеници су: парох Енох Вукоњански и капелани Георг Векецки и Душан Вукоњарски. Школске деце има 250, а предају им исте године учитељи Никола Матејић и Георгије Георгијевић.
Пред укидање војне границе Јарковац је живахно банатско место, са две парохије, у њему живи и ради више трговаца и граничарских официра, лекар и бабица и др. Цвета друштвени живот, читају се новине, претплатом купују се књиге. Црквена општина је расписала конкурс за 26. октобар 1854. године за израду новог иконостаса (зиданог са гипсаним украсима), певнице и столове. Православну цркву је осликао престижни бечкеречки сликар Константин Данил 1758-1863. године. На изложби продуката војне границе у Бечу маја 1866. године, Јарковац је представљао трговац Јаша Векецки, са три своја производа. Године 1868. купци једне књиге у Јарковцу парох Васа Петровић, и учитељи у српској тривијалној школи - Чедомир Петровић (ту и 1866), Манојло Урошевић и Јаков Векецки. У Јарковцу су 1870. године опет претплатници књиге битни људи: Теодор Поповић парох, Сава Петровић надпоручник, Арон Пешић поручник (и 1875), Јаша Векецки економ, Милан Михајловић председник црквене општине. Лајтант Арон Пешић је остао да живи у месту службовања, одакле се јавља 1880. године као претплатник Змајевог хумористичког часописа "Стармали".
По укидању банатске војне границе, Јарковац дотадашње седиште граничарске компаније, после развојачења ушао је у састав цивилног ковачичког среза. Мађари су током присилне мађаризације променили име селу у "Аркод". Ту је створен први Граничарски ритски фонд намењен за издржавање цркве и школе, као и прва народна штедионица 1873. године. У Панчеву је 1875. године штампана брошура: "Правила земљоделске заједнице за вађевину у Јарковцу". Основана је ту 1891. године и "Јарковачка народна банка дд у Јарковцу", са деоничком главницом од 50.000 к. Управу банке су чинили 1905. године: управитељ Душан Михајловић и књиговођа Кристифор Поповић. Чист добитак банчин за 1907. годину износио је 3.019 к. Добровољна ватрогасна чета основана - званично регистрована је у селу 1890. године. Црквено певачко друштво је формирано у месту 1896. године.
Било је у Јарковцу више богомоља током његовог трајања. У делу села Каљужани зна се само да је постојала стара црквица посвећена Св. апостолу Петру, подигнута 1707. године - судећи по сачуваном престолу са записом на њему. На месту старе цркве стојала је почетком 20. века врло мала капелица. Црквени лист карловачки, је крајем 19. века објавио јавну захвалност приложницима светог храма у Јарковцу. Сви наведени појединци су помогли својим даром да се у ствари та капелица боље и лепше опреми. Наведени су следећи дародавци: Леса Којић председник месне црквене општине дао је једно велико кандило од кина сребра (вредно 55 ф.), Жива Небригић "певац" и перовођа црквени дао је један крст и два тросвећњака - све од кина сребра - за новосаграђену капелицу (вредни 42 ф.), Коста Петровић трговац дао је такође за наведену капелицу - путир, дискос и остало од метала позлаћено (вредно 40 ф.), удова Марија, покојног Милана Којића ратара, поклонила је у спомен свог покојног сина Мише, једну лепу дарохранилницу од кина сребра (вредни 18 ф.), Душан Михајловић економ приложио је за капелицу, једну кадионицу од кина сребра (вредну 25 ф.), Јован Телечки бравар даровао је капелицу са једним великим гвозденим чираком његовом руком израђен и једну икону, Јулка К. Марковић (из Аде) приложила је за капелицу једну велику икону Богородице са широким позлаћеним рамом, Јоцика Ристо (из Великог Бечкерека) дао је за капелицу једну велику икону Св. Тројице са позлаћеним рамом, Јаша и Дмитра Бандуљ дали су једну икону за капелицу, и на крају су Савета супруга Младена Томић и Кристина (удова Живе) Волар - свака приложила по један бели свештенички стихар на дар. Њихова имена је парох Ђорђе пл. Бота унео у једну нарочиту свеску повезану у кадифу, за вечни спомен. Њихова имена ће се на литургијама "о благданима", читати ради помињања за живота и након смрти.
Још од средине 19. века у Јарковцу је активан масован богомољачки покрет, чија активност се и данас осећа. У месту је било увек више парохија, па самим тим и свештеника, од којих су неки били као "прекобројни". Забележено је 1773. године тако пет пароха у Јарковцу: Георгије Марковић, Арсеније Поповић, Јован Милијевић, Петар Живковић и Јован Поповић. Нови храм посвећен је другом празнику Вазнесењу Господњем грађен је 1787-1797. године за време потоњих "мученика" (1848. године), пароха Векецког и Вукоњанског. Иконостас и тронове осликао је славни Константин Данил 1858-1861. године. Зидно сликарство храмовно урадио је Стеван Алексић 1911. године. Капела је подигнута 1792. године и посвећена Св. апостолима Петру и Павлу. Црква је набавила сва четири звона 1885. године. Капела Водица ка Самошу, посвећена Преображењу Господњем прављена је 1937. године, а друга Водица посвећена Успењу Пресвете Богородице, никла је 1938. године на путу ка Уздину. У црквеној ризници се чувају старе црквене књиге попут Великог еванђеља из 1761. године.
Године 1905. на челу црквене скупштине је председник Петар Небригић, а црквено-општински посед износи 68 кј. земље. У Јарковцу су почетком 20. века две парохије, обе треће платежне класе. Има два парохијска дома и две парохијске сесије са укупно 68 кј. земље. Пароси су 1905. године поп Никола Мојић родом из Великог Бечкерека, ту 24 године служи и поп Ђорђе пл. Бота капелан, родом из Вршца, који је удов и служи ту већ 16 година. У месту при цркви је функционисао "Српски народни црквено-школски гонд" за издржавање пароха и вероисповедне школе, са главницом од 15.468 к. - толико је процењена земља од 125 кј. Заједно са вредносним папирима од 31.011 к. укупно то Закладно добро вреди 106.812 к.

## Знаменити људи
Парох Ђорђе Бота (1897) родом Вршчанин, бавио се књижевним радом и новинарством. Писао је написе о прошлости и етнологији села Јарковца. Преводио је са руског на српски, попут приче: "Милосрђе и самоодрицање" (1895). Сарадник "Српског сиона" био је од 1892. године. Поп Бота је јануара 1896. године основао у месту "Певачко друштво", које је учествовало на богослужењима. Спремали ли су црквено појање литургије по Топаловићу. Током те прве године постојања друштво је приредило и две успеле "Беседе" са забавама.
у Јарковцу је рођен 1824. године учитељ Лазар Николић, који је као добрички учитељ написао "Историју села Добрице". Вредни учитељ је био сарадник "мешаја" сликара Константина Данила, затим његов биограф, а скупљао податке и другим старим банатским сликарима који су објављивани у "Застави" или књизи "Српски сликари" (1895). И сам се бавио ситним иконописањем, радећи за јарковачку и друге цркве у околини, након што је научио основе код Данила.
Најславнији Јарковчан је био Милан Јовановић "Морски" (1834-1896). Син трговца Лазара, био је пре свега лекар, али и књижевни и национални радник, те светски путник и путописац. Због честих поморских путовања на броду (где је био лекар за путнике) на Исток и Индију прозван је "Морски" и "Бомбајац". Спахија Јагодић му је финансијски помогао да заврши студије медицине у Бечу 1865. године. Тамо је био први председник бечког студентског удружења "Зора" 1863. године. Имао је импресивну биографију, као изузетно плодан стваралац, објавио много стручних и популарних књига, позоришних дела, путописа. Био је у Србији секретар Српског лекарског друштва, предавач и лекар, дописник и уредник часописа "Отаџбина" и учесник многих културно-националних подухвата. Његов син Младен Јовановић је био талентовани концертни певач. Гостовао је 1900. године у Петрограду.
Школа православна народна тзв. тривијална у Јарковцу је забележена 1768. године, а дуго је била без властите зграде. Комунална је од 1874. године, има два здања; у једном седе четири разреда а у другом, само један разред. Учитељско тело јарковачко чине: учитељи Стеван Петровић родом из Јарковца и Милан Мојић родом из Темишвара; а учитељице су биле Милеса Радак родом из Велике Кикинде и Вукица Којић родом из Панчева. Полазило је у основну школу на редовну наставу 238 ученика, а у пофторну школу је ишло 88 ђака старијег узраста.
Између два светска рата (1927-1936) у Јарковцу је постојала, добро рекламирана, млекарска и сирарска фирма "Звезда" која је имала широк асортиман производа, попут сира траписта, маслаца, качкаваља и других мало познатих врсти сирева - од овчијег млека.

## Споменик културе
Претпоставља се да је Српска православна црква подигнута у другој половини XVIII века. Изведена је у духу барока, као једнобродна црквена грађевина малих и складних пропорција, засведена полуобличастим сводом. Источном страном доминира полигонална олтарска апсида, док је западна фасада наглашена високим звоником и конструкцијом главног портала. Удвојени прислоњени пиластри на подужним зидовима прате унутрашњу поделу храма на три травеја. Олтарски простор од наоса дели ниска зидана преграда. За њено осликавање ангажован је Константин Данил између 1858. и 1861. И поред скромног иконографског програма, условљеног димензијама олтарске преграде, Константин Данил је у јарковачкој цркви успео да оствари једну од својих најбољих религиозних целина. Представе Христа и Богородице својим префињеним колоритом и прецизним цртежом омекшаних линија, иако још увек оптерећене утицајима барока, спадају међу најрепрезентативнија остварења класицистичке уметности код Срба. Зидне слике у своду над солејом осликао је 1911. Стеван Алексић. Конзерваторски радови изведени су 1974–75. и 1978. 1905. године парохија Јарковац спада у Бокински протопрезвитерат.

## Демографија
У насељу Јарковац живи 1440 пунолетних становника, а просечна старост становништва износи 41,5 година (40,2 код мушкараца и 42,6 код жена). У насељу има 658 домаћинстава, а просечан број чланова по домаћинству је 2,76.
Ово насеље је углавном насељено Србима (према попису из 2002. године), а у последња три пописа, примећен је пад у броју становника.
|  |

| Демографија | Демографија | Демографија |
| Година      | Становника  | Становника  |
| ----------- | ----------- | ----------- |
| 1948.       | 2.936       |             |
| 1953.       | 3.035       |             |
| 1961.       | 2.963       |             |
| 1971.       | 2.624       |             |
| 1981.       | 2.291       |             |
| 1991.       | 2.155       | 2.054       |
| 2002.       | 1.817       | 1.910       |
| 2011.       | 1.572       |             |

| Етнички састав према попису из 2002.‍ | Етнички састав према попису из 2002.‍ | Етнички састав према попису из 2002.‍ | Етнички састав према попису из 2002.‍ | Етнички састав према попису из 2002.‍ |
| ------------------------------------ | ------------------------------------ | ------------------------------------ | ------------------------------------ | ------------------------------------ |
|                                      |                                      |                                      |                                      |                                      |
| Срби                                 | Срби                                 |                                      | 1.386                                | 76,27%                               |
| Мађари                               | Мађари                               |                                      | 158                                  | 8,69%                                |
| Румуни                               | Румуни                               |                                      | 104                                  | 5,72%                                |
| Роми                                 | Роми                                 |                                      | 40                                   | 2,20%                                |
| Немци                                | Немци                                |                                      | 26                                   | 1,43%                                |
| Словаци                              | Словаци                              |                                      | 19                                   | 1,04%                                |
| Југословени                          | Југословени                          |                                      | 15                                   | 0,82%                                |
| Македонци                            | Македонци                            |                                      | 12                                   | 0,66%                                |
| Руси                                 | Руси                                 |                                      | 4                                    | 0,22%                                |
| Хрвати                               | Хрвати                               |                                      | 3                                    | 0,16%                                |
| Муслимани                            | Муслимани                            |                                      | 3                                    | 0,16%                                |
| Украјинци                            | Украјинци                            |                                      | 1                                    | 0,05%                                |
| Бугари                               | Бугари                               |                                      | 1                                    | 0,05%                                |
| непознато                            | непознато                            |                                      | 8                                    | 0,44%                                |

| \| \| м \| \| \| ж \| \| ? \| 5 \| \| \| 13 \| \| 80+ \| 15 \| \| \| 30 \| \| 75—79 \| 27 \| \| \| 52 \| \| 70—74 \| 53 \| \| \| 65 \| \| 65—69 \| 59 \| \| \| 73 \| \| 60—64 \| 43 \| \| \| 71 \| \| 55—59 \| 35 \| \| \| 49 \| \| 50—54 \| 47 \| \| \| 44 \| \| 45—49 \| 94 \| \| \| 49 \| \| 40—44 \| 85 \| \| \| 60 \| \| 35—39 \| 68 \| \| \| 63 \| \| 30—34 \| 53 \| \| \| 49 \| \| 25—29 \| 53 \| \| \| 31 \| \| 20—24 \| 51 \| \| \| 52 \| \| 15—19 \| 62 \| \| \| 65 \| \| 10—14 \| 66 \| \| \| 57 \| \| 5—9 \| 40 \| \| \| 55 \| \| 0—4 \| 34 \| \| \| 49 \| \| Просек : \| 40,2 \| \| \| 42,6 \| |      |  |  |      |
| |      |  |  |      |
| | м    |  |  | ж    |
| ? | 5    |  |  | 13   |
| 80+ | 15   |  |  | 30   |
| 75—79 | 27   |  |  | 52   |
| 70—74 | 53   |  |  | 65   |
| 65—69 | 59   |  |  | 73   |
| 60—64 | 43   |  |  | 71   |
| 55—59 | 35   |  |  | 49   |
| 50—54 | 47   |  |  | 44   |
| 45—49 | 94   |  |  | 49   |
| 40—44 | 85   |  |  | 60   |
| 35—39 | 68   |  |  | 63   |
| 30—34 | 53   |  |  | 49   |
| 25—29 | 53   |  |  | 31   |
| 20—24 | 51   |  |  | 52   |
| 15—19 | 62   |  |  | 65   |
| 10—14 | 66   |  |  | 57   |
| 5—9 | 40   |  |  | 55   |
| 0—4 | 34   |  |  | 49   |
| Просек : | 40,2 |  |  | 42,6 |

| Година пописа     | 1948. | 1953. | 1961. | 1971. | 1981. | 1991. | 2002. |
| ----------------- | ----- | ----- | ----- | ----- | ----- | ----- | ----- |
| Број домаћинстава | 729   | 792   | 787   | 770   | 747   | 736   | 658   |

| Број чланова      | 1   | 2   | 3   | 4   | 5  | 6  | 7 | 8 | 9 | 10 и више | Просек |
| ----------------- | --- | --- | --- | --- | -- | -- | - | - | - | --------- | ------ |
| Број домаћинстава | 173 | 166 | 109 | 124 | 51 | 25 | 4 | 2 | 2 | 2         | 2,76   |

| Пол    | Укупно | Неожењен/Неудата | Ожењен/Удата | Удовац/Удовица | Разведен/Разведена | Непознато |
| ------ | ------ | ---------------- | ------------ | -------------- | ------------------ | --------- |
| Мушки  | 750    | 250              | 421          | 50             | 28                 | 1         |
| Женски | 766    | 140              | 418          | 188            | 20                 | 0         |
| УКУПНО | 1.516  | 390              | 839          | 238            | 48                 | 1         |

| Пол    | Укупно                    | Пољопривреда, лов и шумарство | Рибарство                            | Вађење руде и камена | Прерађивачка индустрија       |
| ------ | ------------------------- | ----------------------------- | ------------------------------------ | -------------------- | ----------------------------- |
| Мушки  | 436                       | 292                           | 0                                    | 0                    | 100                           |
| Женски | 203                       | 122                           | 0                                    | 0                    | 22                            |
| Укупно | 639                       | 414                           | 0                                    | 0                    | 122                           |
|        |                           |                               |                                      |                      |                               |
| Пол    | Производња и снабдевање   | Грађевинарство                | Трговина                             | Хотели и ресторани   | Саобраћај, складиштење и везе |
| Мушки  | 3                         | 5                             | 9                                    | 4                    | 4                             |
| Женски | 1                         | 1                             | 24                                   | 2                    | 1                             |
| Укупно | 4                         | 6                             | 33                                   | 6                    | 5                             |
|        |                           |                               |                                      |                      |                               |
| Пол    | Финансијско посредовање   | Некретнине                    | Државна управа и одбрана             | Образовање           | Здравствени и социјални рад   |
| Мушки  | 0                         | 1                             | 4                                    | 8                    | 0                             |
| Женски | 0                         | 0                             | 9                                    | 9                    | 11                            |
| Укупно | 0                         | 1                             | 13                                   | 17                   | 11                            |
|        |                           |                               |                                      |                      |                               |
| Пол    | Остале услужне активности | Приватна домаћинства          | Екстериторијалне организације и тела | Непознато            | Непознато                     |
| Мушки  | 1                         | 0                             | 0                                    | 5                    | 5                             |
| Женски | 1                         | 0                             | 0                                    | 0                    | 0                             |
| Укупно | 2                         | 0                             | 0                                    | 5                    | 5                             |